# Ормэ
Ормэ (фр. L'Ormée), также Партия Ормэ (фр. Parti de l'Ormée) — французское народное движение в Бордо 1651—1653, радикальное крыло Фронды. Выражала интересы и позиции социальных низов. Взяла власть вооружённым путём, около года контролировала Бордо как структура городского самоуправления и общегородская корпорация. Декларативно поддерживала «фронду принцев», но проводила собственную популистскую политику. Опиралась на городскую бедноту, мелких торговцев и ремесленников. Отстранила от власти чиновничество, дискриминировала богатые слои, подвергала жёстким репрессиям сторонников Мазарини. Подавлена правительственными силами. Рассматривается как предвосхищение якобинцев и бешеных эпохи Великой французской революции.

## Социальная основа и лидеры
К началу 1650-х антиправительственная и антиналоговая Фронда была в основном подавлена. В Париже восстановилась власть первого министра Джулио Мазарини при короле-подростке Людовике XIV. Однако лидеры «аристократической фронды» принц Конде и принц Конти попытались закрепиться в Гиени. После поражений от королевских войск Тюренна Конде покинул Гиень, в Бордо остался его младший брат Конти с полномочиями на управление городом. С ним находилась старшая сестра герцогиня де Лонгвиль — главная вдохновительница «фронды принцев».
При этом социальная структура Фронды в Бордо и Гиени сильно отличалась от парижской. Здесь решающей силой выступали не амбициозная аристократия и крупная буржуазия, а средние слои и социальные низы. Массовость и радикализм, опора на плебейство определили долгое сопротивление Фронды в Гиени и Бордо. Структурным выражением стала Ормэ. Название происходит от засаженной вязами (фр. orme) площади, где проводились собрания.
Опорой Ормэ являлась городская беднота, особенно сконцентрированная в бордоском квартале Сент-Мишель — ремесленники, подсобники, люмпены. Руководство и актив комплектовались из торгово-ремесленного слоя — преобладали мясники, рыботорговцы, аптекари, владельцы слесарных и тележных мастерских, иногда представители свободных профессий. В лидеры движения выдвинулись юристы нижнего звена. К феодально-абсолютистскому чиновничеству, особенно судейскому, крупным коммерсантам и финансистам Ормэ относилась крайне враждебно.
Первым лицом по факту являлся Кристоф Дюртет (в некоторых источниках — Дюртест) — бывший мясник занимал должность солиситора, которая в дореволюционной Франции означала судебного представителя обвинения. Его ближайший соратник Пьер Виллар работал адвокатом. Дюртет был фанатичным приверженцем радикально-популистской программы, харизматичным оратором и уличным вожаком. Виллар больше ориентировался на собственные карьерные и финансовые интересы, был склонен к махинациям, поддерживал тайную связь с правительственным лагерем. Обоих отличала крайняя неразборчивость в средствах, решительность и жестокость. Оба, особенно Дюртет, были очень популярны в городских массах.
Символами Ормэ являлись вяз, красный флаг и голубь как птица мира и свободы, противостоящая «чёрному ворону тирании». Девиз Ормэ: «Vox Populi, Vox Dei — Глас народа, глас Бога».

## Программный радикализм
Социально-политическая программа Ормэ основывалась на самоуправлении. Предлагалось нечто вроде «народной монархии», где власть осуществляют король и народные собрания. Действующей моделью являлась сама Ормэ: вопросы решали общегородские сходы, исполнительным органом выступала выборная «Палата тридцати». Формальное присутствие принца Конти создавало видимость своеобразного легитимизма. Распространялись печатные издания Ормэ — газеты Courrier bordelais и Courrier de Guyenne, идеологические манифесты L’Apologie pour l’Ormée, Histoire véritable d’une colombe.
Ормисты яростно отвергали власть чиновничества, полетту и продажу должностей. Особенно враждебны были они к судебным парламентам. Законодательство предлагалось максимально упростить, устранить институт профессиональных юристов. В программу был внесён тезис: «знание права не увеличивает добродетели» (консервативные критики Ормэ утверждали, будто Дюртет и Виллар пришли к этой мысли, хорошо зная самих себя).
Большое влияние на Фронду в целом оказала Английская революция. Идеология Ормэ была близка радикальным левеллерам. В Бордо находилась делегация во главе с Эдвардом Сексби, распространявшая манифест левеллеров Народное соглашение и проводившая деловые переговоры с Ормэ. Заметная часть ормистов, особенно гугенотского вероисповедания, придерживалась республиканских взглядов. Образцом для Франции они видели Английскую республику времён Оливера Кромвеля. Однако это течение представляло меньшинство, республика не вносилась в документы Ормэ. Провозглашалась лояльность Людовику XIV и принцу Конде, но подчёркивалась непримиримая ненависть к Мазарини.
Социально-экономическая программа Ормэ предполагала решительное перераспределение собственности. «Чрезмерное богатство немногих» рассматривалось как признак тирании. Частная собственность признавалась, но по результатам справедливо проведённых экспроприаций и передела «в пользу народа». На практике Ормэ формировала системы кооперации, общественных работ, социальной поддержки и денежной взаимопомощи. В социальных целях был ограничен вывоз продовольствия из Бордо.
Принцы и герцогиня не имели политической программы, отличной от абсолютизма. Их цели сводились к расширению собственной власти и отстранению противников, начиная с Мазарини. Популистская вольница Ормэ была им глубоко чужда. Конде вскоре покинул Гиень. Де Лонгвиль вынуждена была вступать в резкую полемику и даже физическое противоборство с уличной толпой. Однако она видела в Ормэ последнюю реальную силу, с помощью которой Фронда могла чего-то добиться. Именно де Лонгвиль убедила слабохарактерного Конти вступить в союз на условиях Ормэ.

## Противостояние и правление
Точная дата образования Ормэ в исторических документах не отфиксирована. Предположительно организация возникла на волне Фронды в 1650—1651. Более года в Бордо существовало своеобразное двоевластие: Ормэ сосуществовала с официальной городской властью — муниципалитетом и парламентом-эшевинажем. Столкновение произошло в мае 1652, когда муниципалитет попытался распустить Ормэ — в ответ вооружённые ормисты обвинили городских советников в «мазаренстве» и захватили ратушу. Конти, к которому апеллировали обе стороны, поначалу занимал неопределённую позицию. Однако со стороны Ормэ ему было сообщено: все запланированные меры будут претворяться в жизнь независимо от его согласия. По настоятельному совету сестры принц решил подчиниться.
Центром «анти-Ормэ» стал богатый квартал Шапо-Руж, средоточие бордоского нобилитета и крупной буржуазии (советники, судейские чины, офицеры, владельцы недвижимости, финансисты, крупные торговцы). 24 июня 1652 ополчение из Шапо-Руж атаковало Сент-Мишель. Ормисты ответили жёстким контрударом, с обеих сторон применялась артиллерия. Несколько десятков человек были убиты в уличных боях. Столкновение кончилось полной победой Ормэ. Был изгнан коррумпированный губернатор Гиени Бернар д’Эпернон. Над ратушей и церковью квартала Сент-Мишель подняты красные флаги. Ормэ объявила себя единственной корпорацией Бордо, представляющей город в целом. Гиень превратилась в базу военной поддержки принца Конде под формальным управлением принца Конти.
С 25 июня 1652 в Бордо установилась плебейская диктатура Ормэ. Была избрана «Палата тридцати», принявшая на себя всю власть в городе. Муниципалитет и парламент формально не были распущены (Ормэ старалась не создавать лишних поводов для обвинений в антигосударственном мятеже), но подвергнуты жёсткой чистке. Срыты все замки в окрестностях Бордо, принадлежавшие представителям прежних властей. Несколько раз Ормэ взимала с зажиточных горожан контрибуции на общественные нужды. Были снижены на 25 % арендные платежи; владельцы, требовавшие прежних выплат, подвергались уголовному преследованию.
Ормэ сформировала вооружённое ополчение численностью около 4 тысяч человек и подобие «службы безопасности» под руководством Виллара. Удалось раскрыть несколько заговоров, связанных с правительственным лагерем: казнён адвокат Шевалье, отставной офицер и финансовый чиновник Фильо подвергнут пыткам и заключён в тюрьму, священник-францисканец Итье приговорён к смертной казни с заменой на пожизненное заключение. Политическое насилие было в порядке вещей, репрессии против «мазаренов» отличались большой жестокостью. Решающее слово при вынесении приговоров оставалось за Дюртетом, но при этом формально председательствовал безвластный Конти — «окружённый людьми низкого происхождения, диктовавшими ему». 
Герцогиня де Лонгвиль не видела иных возможностей, кроме сотрудничества с Ормэ. Двусмысленную роль при этом играл Виллар: через Конти и де Лонгвиль он поддерживал постоянную связь с «мазаренами», лоббировал нужные противостоящей стороне «умеренные» решения, получал за услуги деньги и иные преференции (в том числе завязывание личных отношений с женщинами).
Понимая неизбежность столкновения с превосходящими правительственными силами, Ормэ пыталась заключить военные союзы с Испанией и Англией. Испанская империя вела войну с Французским королевством за доминирование в Европе и поэтому выступала в союзе с «фрондой принцев». Некоторую испанскую помощь Ормэ получила, но её масштабы не могли оказать серьёзного влияния. В Лондон была направлена полномочная делегация — ормисты предлагали Кромвелю установление в будущей Франции английской парламентской системы. Однако англичане требовали торгово-экономических преференций во Франции и ставили вопрос о территориальных приобретениях в Гиени (на основании средневековых прав). Переговоры затягивались, кроме того, Англия была занята войной с Голландией и не могла глубоко втягиваться во французские дела.

## Подавление
Королевское правительство не собиралась терпеть последнего очага радикальной Фронды. Ормэ представляла серьёзную опасность не только контролем над столицей Гиени, но и предложением своей программы в общефранцузском масштабе: агитаторы Ормэ действовали даже в Париже. Летом 1653 на Бордо были отправлены крупные военные силы под командованием ближайшего сподвижника Мазарини графа д’Эстрада. С моря город блокировал флот под командованием адмирала де Вандома. Экспедиция ультимативно требовала сдачи города. При этом Мазарини проявил обычное для себя хитроумие и тактическое искусство. Он старался обойтись без кровопролития, парижский парламент объявил амнистию участникам «Гиеньского мятежа» — но с несколькими единичными исключениями.
Момент был подходящим для подавления. Стало очевидно, что достаточной внешней помощи Ормэ не получит. Резко обострилось и внутреннее положение в Бордо. Приближение правительственных войск вдохновило крупную буржуазию Шапо-Руж, вновь началось формирование антиормистских отрядов. Финансовые трудности вынудили Ормэ ввести соляной налог, что вызвало недовольство плебейской массы. Дюртет и Виллар попытались консолидировать своих сторонников новым военным ударом по Шапо-Руж, но не смогли собрать достаточных сил. В этом наглядно проявилась слабость Ормэ. Оценив положение, Виллар через принца и герцогиню вступил в тайные переговоры с правительством и получил за это крупную сумму денег. 20 июля 1653 Конти по требованию делегации богатых кварталов объявил о роспуске Ормэ и расформировании её вооружённых сил.
После этого принц Конти и герцогиня де Лонгвиль, полагая дело проигранным, покинули Бордо. Конти примирился с Мазарини, занимал высокие военные и административные должности. Де Лонгвиль, отвергнутая двором и аристократией, уединённо жила в Нормандии, занималась благотворительностью и теологическими размышлениями, сблизилась с янсенистами и кармелитками.
Лидеры Ормэ решили сдать город без боя. 3 августа 1653 в Бордо вступили войска д’Эстрада и Вандома. С ратуши был сорван «ненавистный красный флаг плебейской ярости». Освобождённый из тюрьмы Итье провёл торжественную службу в кафедральном соборе Сент-Андре. Большого почёта был удостоен освобождённый Фильо. Над Бордо была восстановлена власть королевского правительства. Главой администрации с чрезвычайными полномочиями стал граф д’Эстрад в генеральском звании.
Обещание амнистии было соблюдено. Однако из неё исключались пять человек — Дюртет, Виллар (обвинения типа «экстремизма», грабежей и убийств) и трое делегатов, направленных на переговоры в Лондон (обвинения в измене). Делегаты избежали преследования, оставшись в Англии. Виллару оказал покровительство Конти, забрав его с собой в Париж (впоследствии Виллар, оставив политику, работал юристом в столице). За всю Ормэ ответил один Кристоф Дюртет — он был арестован, приговорён к смертной казни, подвергнут колесованию и обезглавлен. Держался Дюртет твёрдо, лишь выражал удивление от народного торжества при казни — ведь совсем недавно эти же люди шли за ним как за вождём. Даже противники Дюртета признавали его храбрость, искренность и честность: «При всей своей беспощадности он остался бедным» (в отличие от Виллара).

## Значение
Движение Ормэ резко выделяется на общем фоне Фронды. Умеренно-расплывчатые установки «парламентской фронды» не выходили за рамки абсолютизма и выражали интересы узкой судейской прослойки. «Фронда принцев» вообще основывалась на личных амбициях. Только Ормэ выработала относительно чёткую идеологию, опиралась на широкие народные массы, организовала структуру, выступила с радикальной программой и решительно претворяла её в жизнь. Однако состояние французского общества середины XVII века исключало успех Ормэ: «Время буржуазных революций во Франции ещё не настало».
Левые французские источники, советская историография отмечают прогрессивное социальное значение и освободительный романтизм «Республики Ормэ». Консервативные исследователи акцентируют жестокость Ормэ, возлагают на неё ответственность за кровопролитие, называют подавление «победой Франции и нравственности над хаосом ненависти». Но те и другие сходятся в характеристике Ормэ как предтечи якобинцев и бешеных — радикальных сил Великой революции следующего века.